# Scharnhausen
Scharnhausen (schwäbisch Scharnhausa ['ʃarnhousɐ̃]) ist ein Stadtteil der Stadt Ostfildern in Baden-Württemberg. Der Ort liegt im Körschtal zwischen Ruit, Nellingen und Neuhausen.

## Geschichte
Aus dem Jahre 1242 datiert die erste urkundliche Erwähnung des Ortes, der Name „Scharnhausen“ geht auf den Ritter Scharre von Husen zurück, der hier residierte. Nächstes einschneidendes Ereignis in der Dorfgeschichte war eine große Feuersbrunst (1590), die fast den ganzen Ort (damals ca. 200 Einwohner) zerstörte.
Nach 1649 gehörte Scharnhausen dann vollständig dem Haus Württemberg, nachdem zuvor noch Teile des Ortes im Besitz der Propstei Nellingen gewesen waren.

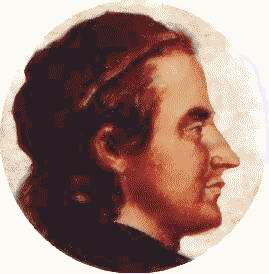
Philipp Matthäus Hahn

1739 wurde der Erfinder Philipp Matthäus Hahn, der später Uhren und Waagen entwickelte, hier als Sohn des Pfarrers geboren, 1787 der Erfinder und Unternehmer Karl Christian Wagenmann.

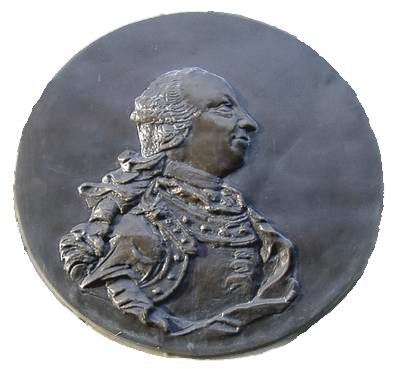
Carl Eugen

Im 18. Jahrhundert fanden auch die württembergischen Fürsten Gefallen an dem Bauerndorf: Herzog Carl Eugen errichtete 1784 ein Lustschloss am Ort, danach legten die württembergischen Könige im Scharnhauser Körschtal ein Privatgestüt an. Dort züchteten sie bis 1928 ihre berühmten Araberpferde, wobei Scharnhausen als Aufzuchtsort für die Fohlen diente. Das Gestüt wurde dann nach Marbach verlegt.
In der Zeit der Industrialisierung entstanden in Esslingen am Neckar und Stuttgart Fabriken, die viele Arbeitskräfte aus dem Ort abzogen; allerdings mussten diese zunächst zu Fuß zur Arbeit wandern. Einen wirtschaftlichen Aufschwung gab es in dem traditionell armen Bauerndorf erst, nachdem 1929 eine Straßenbahnverbindung nach Nellingen, Esslingen und Neuhausen eingerichtet wurde (1978 wieder eingestellt). In den 1960er Jahren siedelten sich auch im Ort selbst erste Industriebetriebe an und verhalfen den Bürgern zu steigendem Wohlstand.
Bis 1939 gehörte der Ort zum Amtsoberamt Stuttgart und ging danach zum Landkreis Esslingen über. Am 1. Januar 1975 wurde er im Zuge der Gemeindereform mit den Orten Nellingen, Kemnat und Ruit zur Stadt Ostfildern zusammengefasst.

## Sehenswertes

### Schlössle und Amortempel
Der württembergische Herzog Carl Eugen (1728–1793) baute 1784 ein kleines Lustschloss am Rande des Dorfes, in dem er sich von Regierungsgeschäften erholen wollte: „Carolus Otio“ (lateinisch Carl zur Muße) ist am Dreiecksgiebel über der Jahreszahl eingemeißelt.
Entworfen wurde das Schloss – das klassizistisch schlicht gehalten ist – vom Hofbaumeister Reinhard Ferdinand Heinrich Fischer.
Nach dem Vorbild des Wörlitzer Parks in Dessau wurde rund um das „Schlössle“ ein Englischer Garten mit künstlicher Hügellandschaft, Wasseranlagen mit begehbarer Insel und verschiedenen Gebäuden, unter anderem einer künstlichen Ruine und einer Grotte, angelegt.

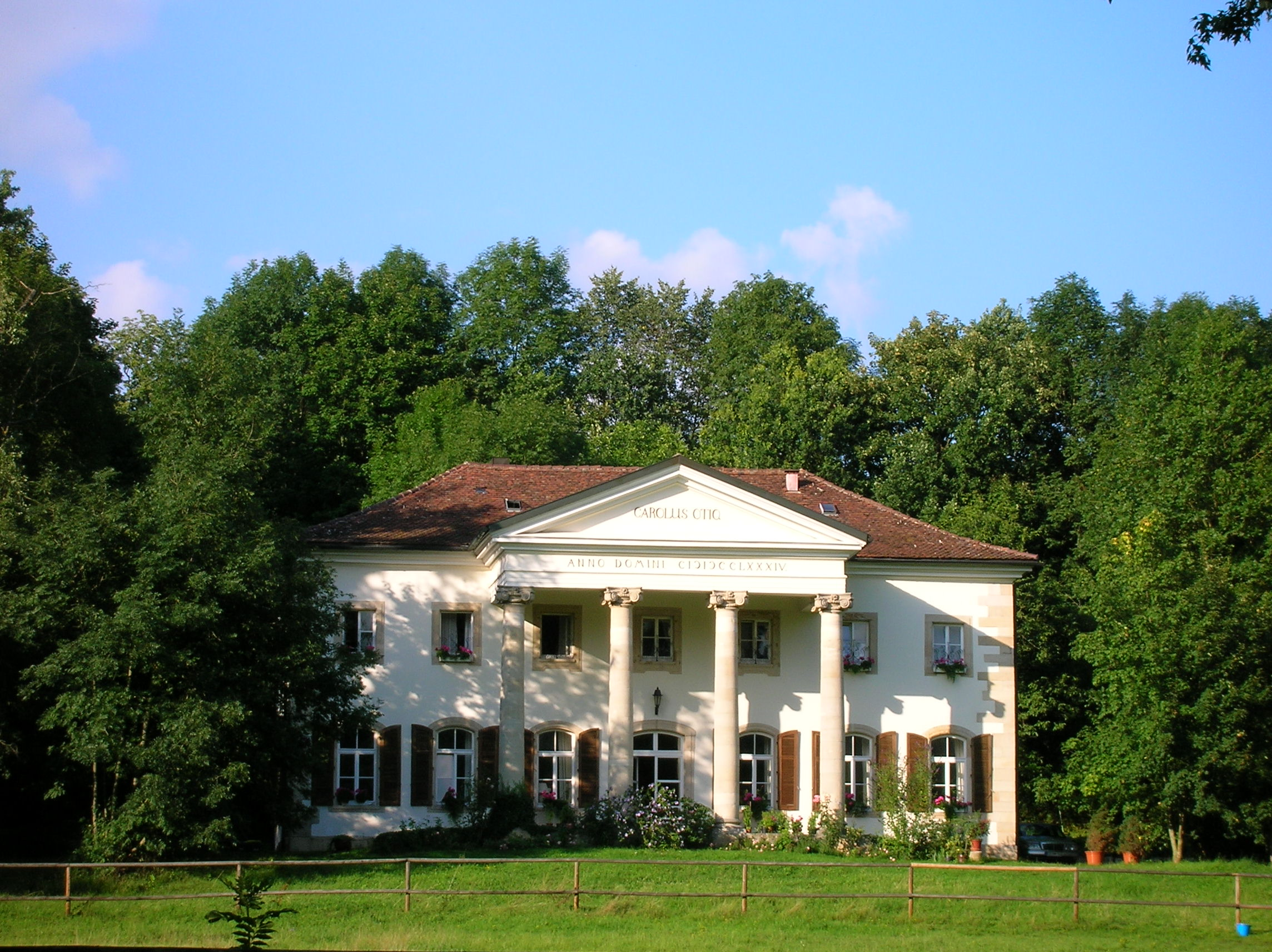
Schlössle
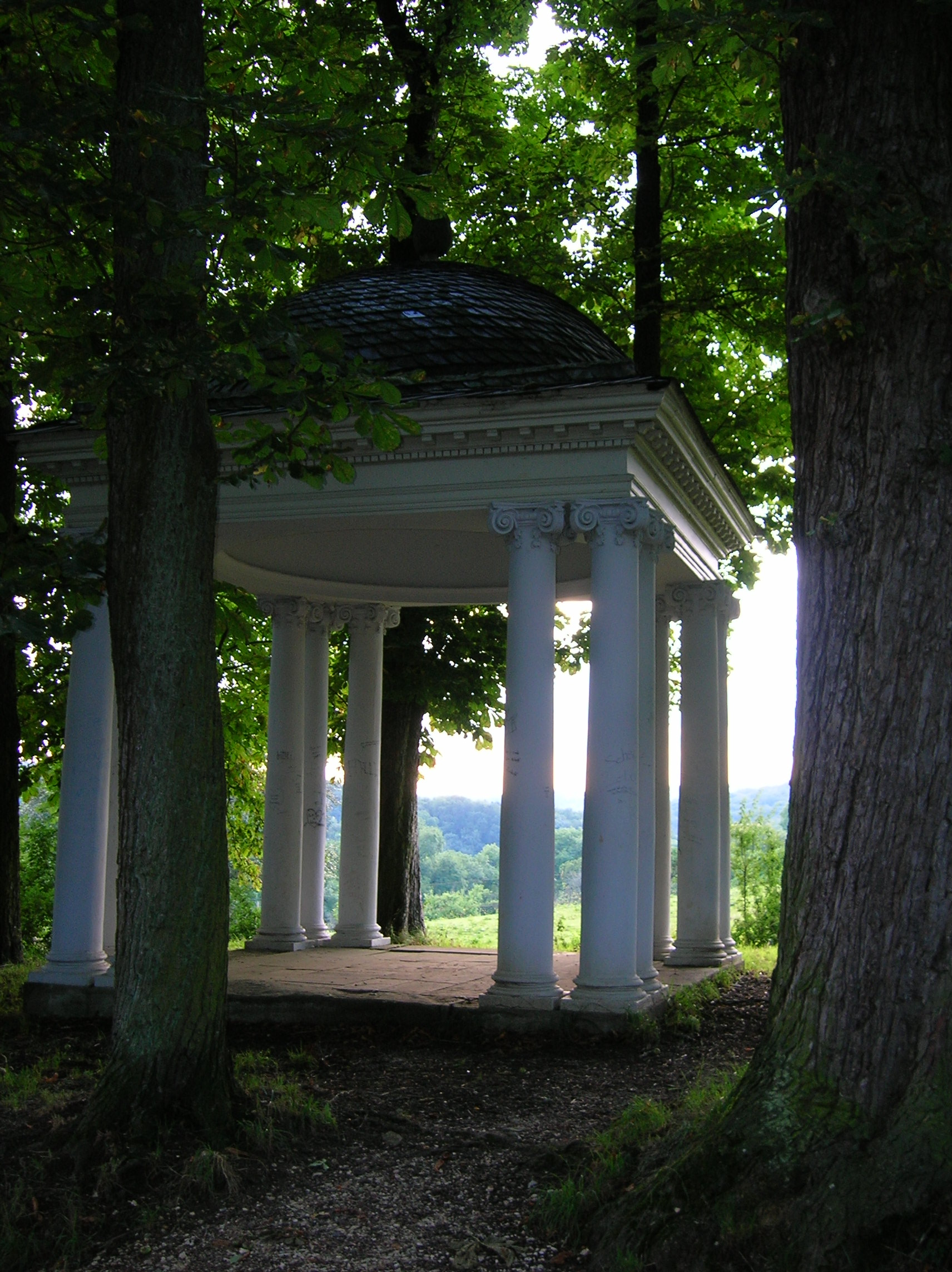
Amortempel
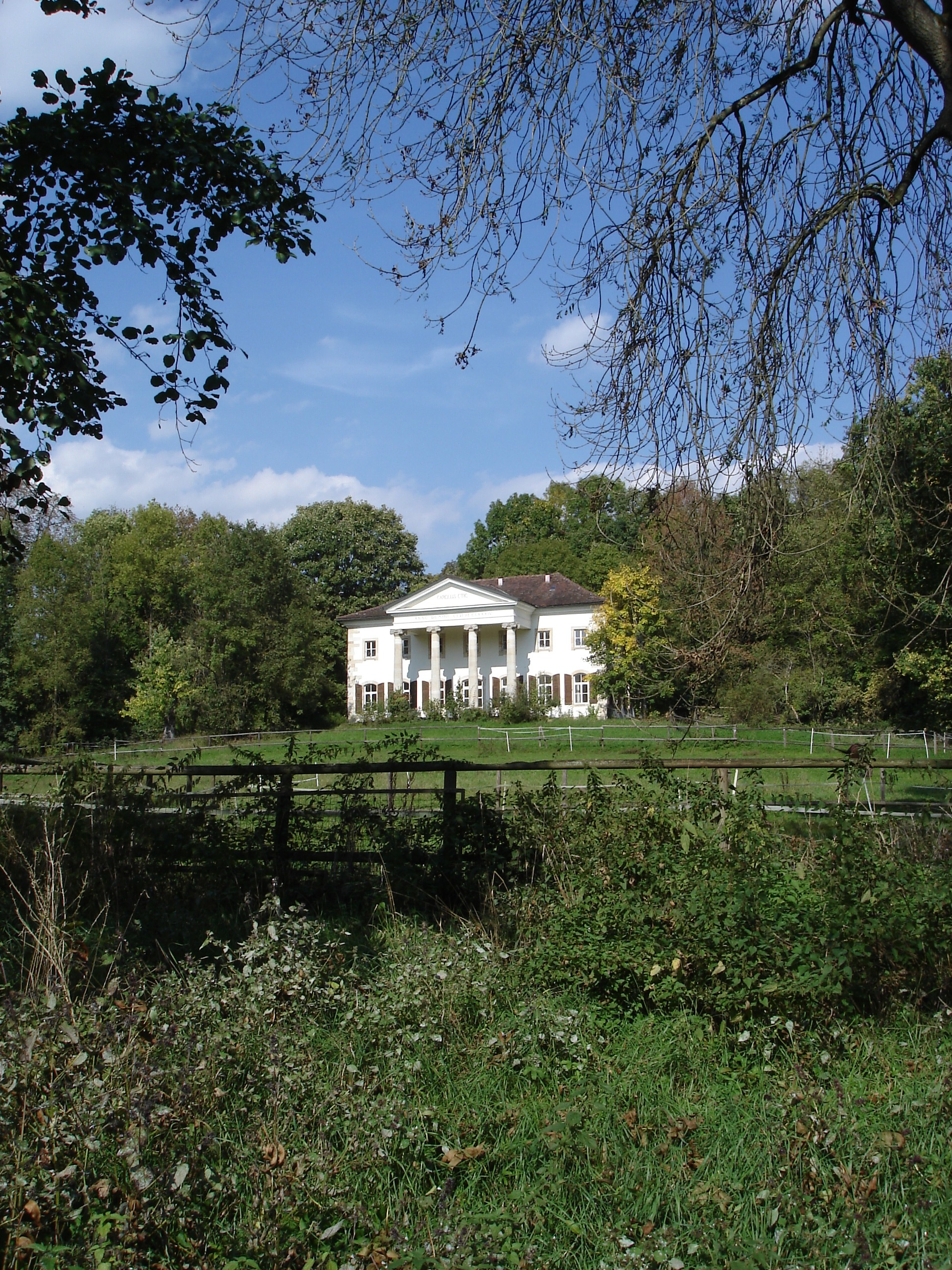
Schloss und Park
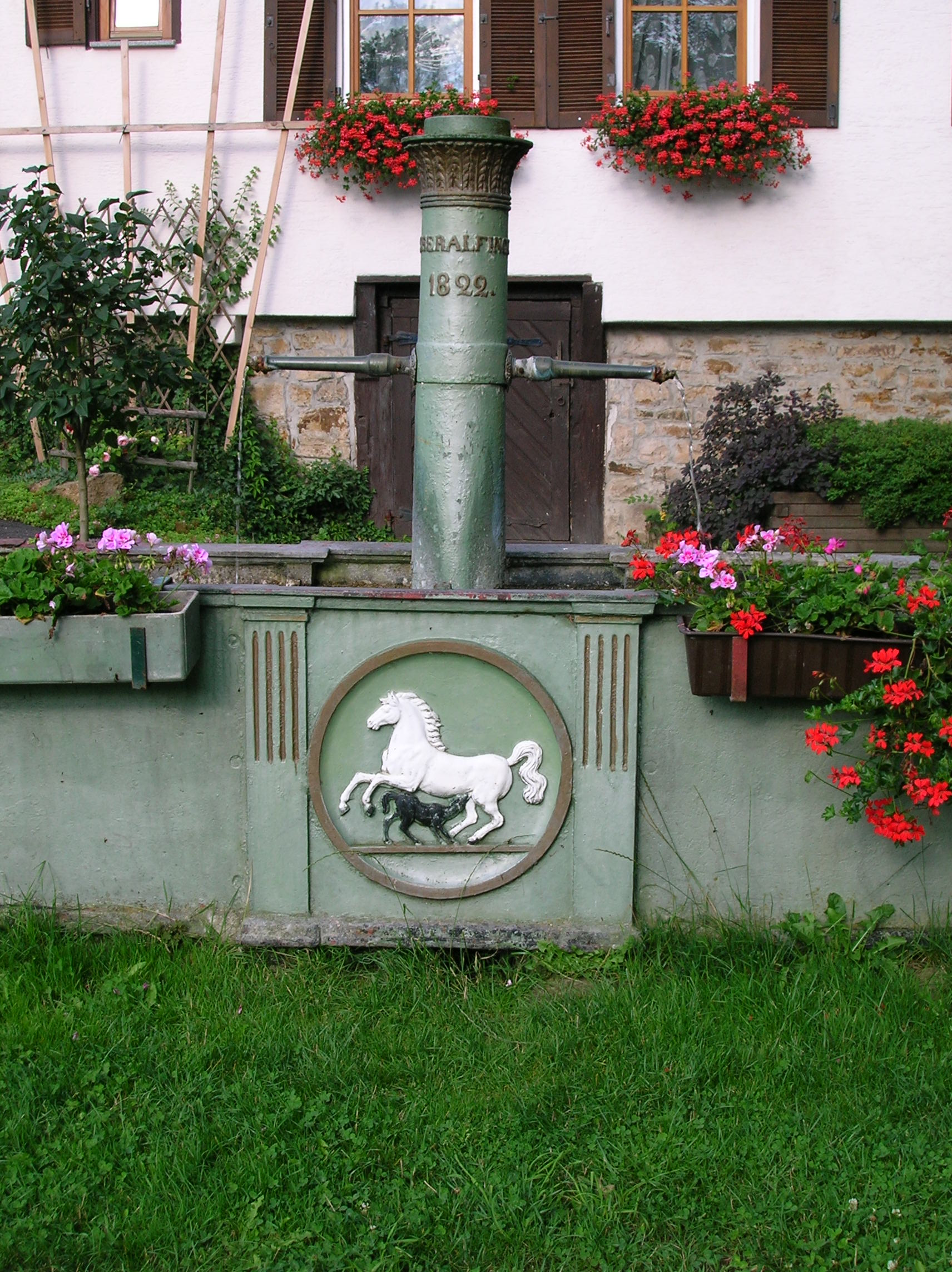
Hofer Mühle

Zwei dieser Bauten sind noch erhalten: Eine ist der so genannte Amor-Tempel, den Carl Eugen angeblich für seine Geliebte Franziska von Hohenheim errichten ließ. Es handelt sich um einen kleinen, weißen Rundtempel (Monopteros), der auf 12 schlichten Säulen ruht; ein Pinienzapfen als antikes Fruchtbarkeitssymbol schmückt das Dach. Schloss und Tempel stehen heute noch – im Schloss und den Nebengebäuden war jahrelang eine Tierarztpraxis untergebracht. Heute ist das Schloss ein Wohnhaus, das von der königl. württembergischen Familie an die Bewohner erbverpachtet ist, der kleine Tempel steht auf dem Hügel dahinter. König Wilhelm I. ließ ihn 1822, als Scharnhausen königliches Gestüt war, umsetzen, um mehr Platz für seine Pferde zu haben.

### Hofer Mühle und Gestütshof
Wilhelm I. gründete 1810 in Scharnhausen ein königliches Privatgestüt.
Auch die Hofer Mühle war Teil des englischen Prachtgartens Carl Eugens; wie der Name sagt, war sie ursprünglich als Mühle errichtet worden (die Körsch fließt vor dem Haus), bevor der Herzog sie aufkaufte. Später wurde die Mühle vom königlichen Privatgestüt in Verwendung genommen, ein Brunnen (aus Wasseralfingen, 1822 aufgestellt) mit einer säugenden Stute zeugt bis heute davon. Der Architekt Giovanni Salucci errichtete 1823 neben der Hofer Mühle einen Stall für die königlichen Stuten, 1836 kam noch ein riesiger Stall für über 100 Fohlen dazu, der bis heute in Grundzügen erhalten ist.

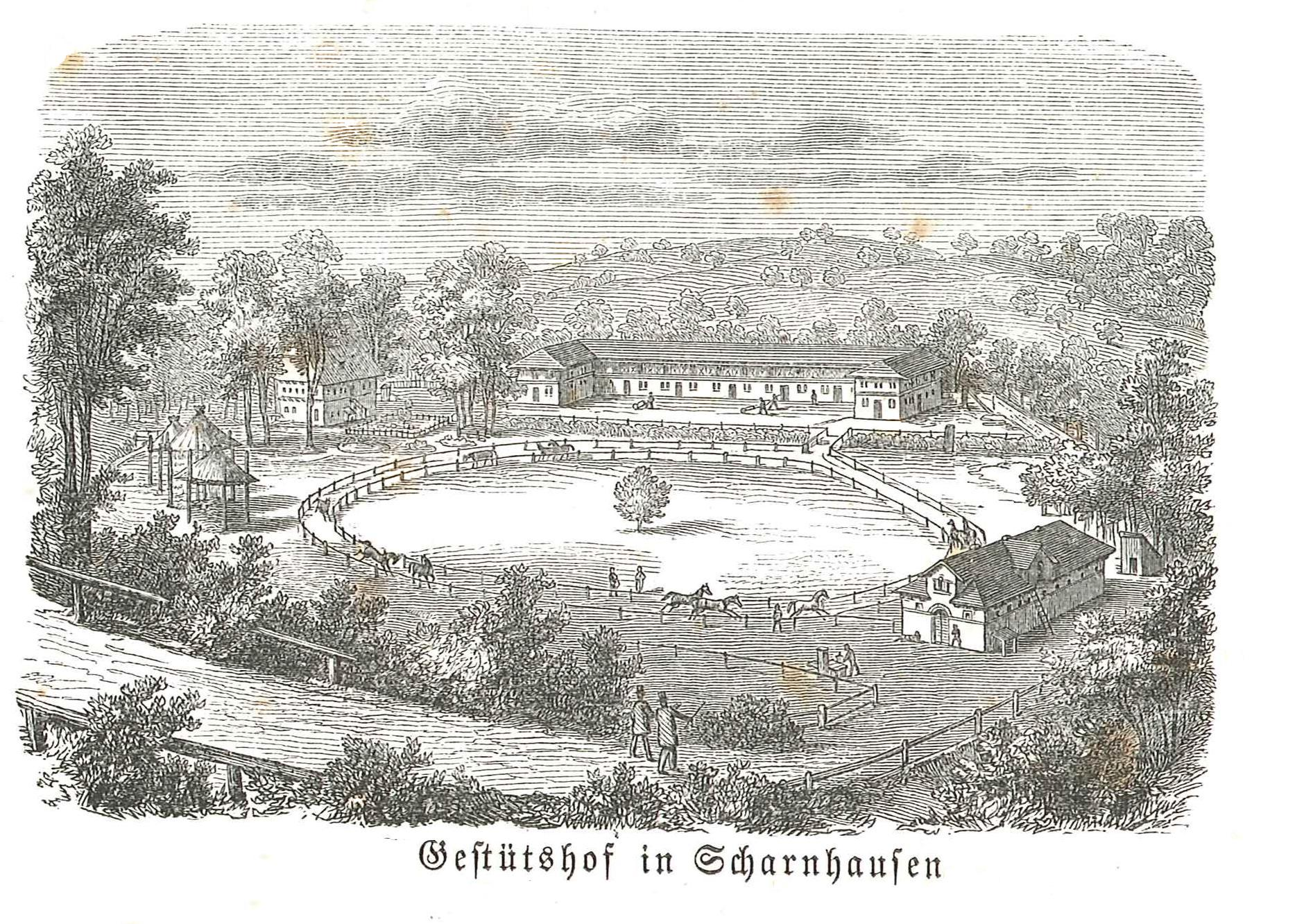
Gestütshof Scharnhausen, um 1860

In einem Teil des Stalles, dem sogenannten Stuten-Stall, sind heute noch Pferde untergebracht. Der Stuten-Fohlen-Stall ist heute zum Teil noch Pferdestall (der linke Seitenflügel).
Der restliche Teil wurde von 1954 bis 1989 als Schreinerei und Möbelverkauf der Firma Karl Kehle Sitzmöbel, später Gebr. Kehle OHG, genutzt. Von 1989 bis 2000 waren hier Lagerräume untergebracht. Ab 2000 bis 2009 als Lager einer Spedition genutzt. Seit 2009 wird es als gewerbliche Räume von drei Firmen genutzt.

### Rathaus
Das Scharnhauser Rathaus stammt aus dem 16. Jahrhundert (eine Jahreszahl an der Tür weist auf das Baujahr 1596 hin). Neben der Tür ist auch ein altes Ortswappen mit Pflugschar und Pflugmesser in Stein zu erkennen. Das Fachwerkgebäude wird an der Vorderseite von vier massiven Steinsäulen gestützt, in die ein Brunnen integriert ist, der früher wohl vor allem als Tiertränke diente. Seit dem Dreißigjährigen Krieg (1618–1648) präsentierten sich lokale Wohlhabende mit bunten Glasscheiben in den Rathausfenstern. Von den ursprünglich 13 Scheiben, die mittlerweile als äußerst wertvoll gelten, sind aber nur noch vier erhalten: drei befinden sich im Landesmuseum in Stuttgart, eine hat es nach Mailand verschlagen. Bis in die neunziger Jahre wurde das Gebäude als Rathaus genutzt, im Zuge von städtischen Sparmaßnahmen aber an Privatinvestoren verkauft. Heute dient es als Hotel.

### Die Mauer

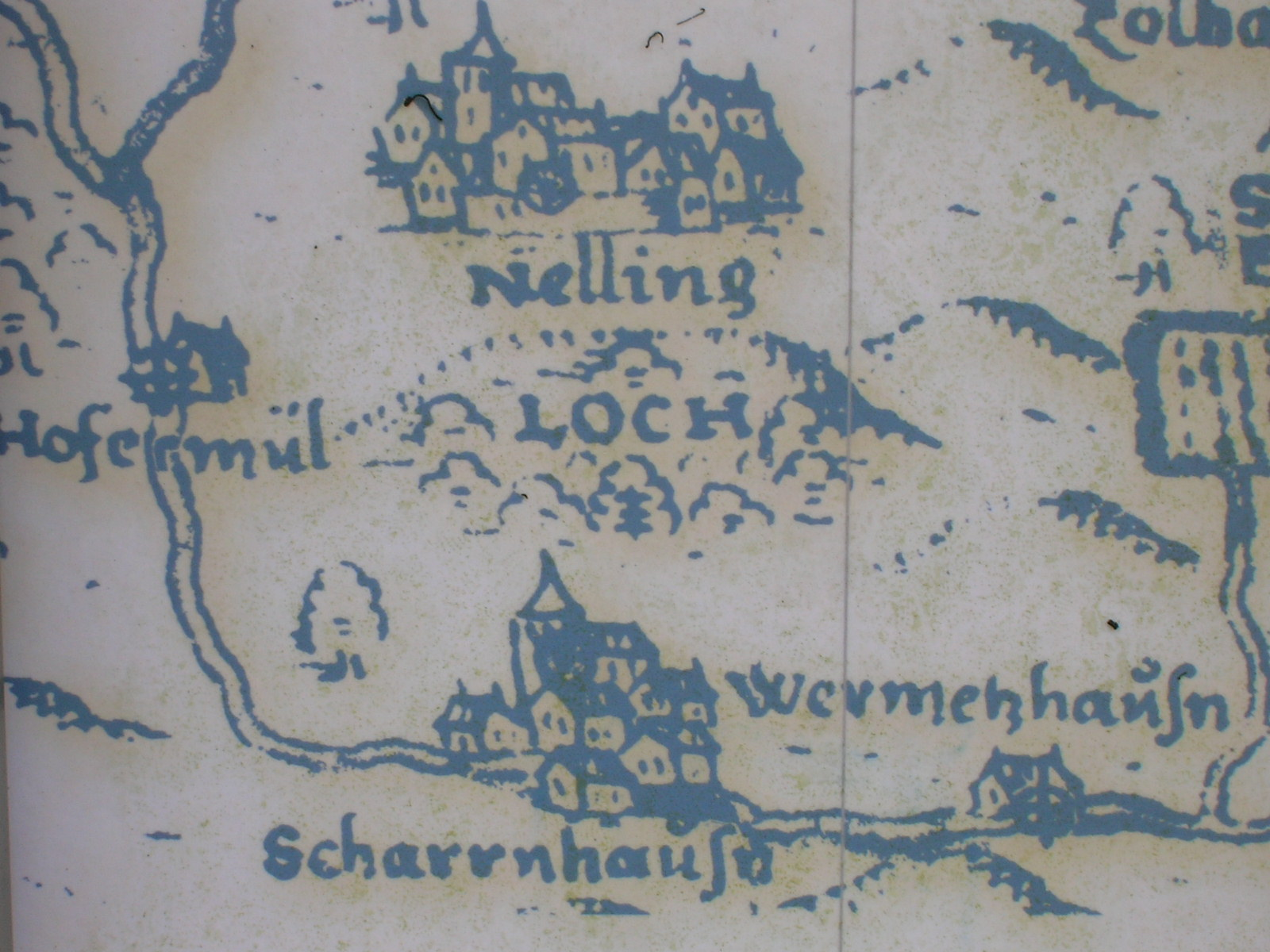
Karte mit Wörnitzhausen/Wermeshausen

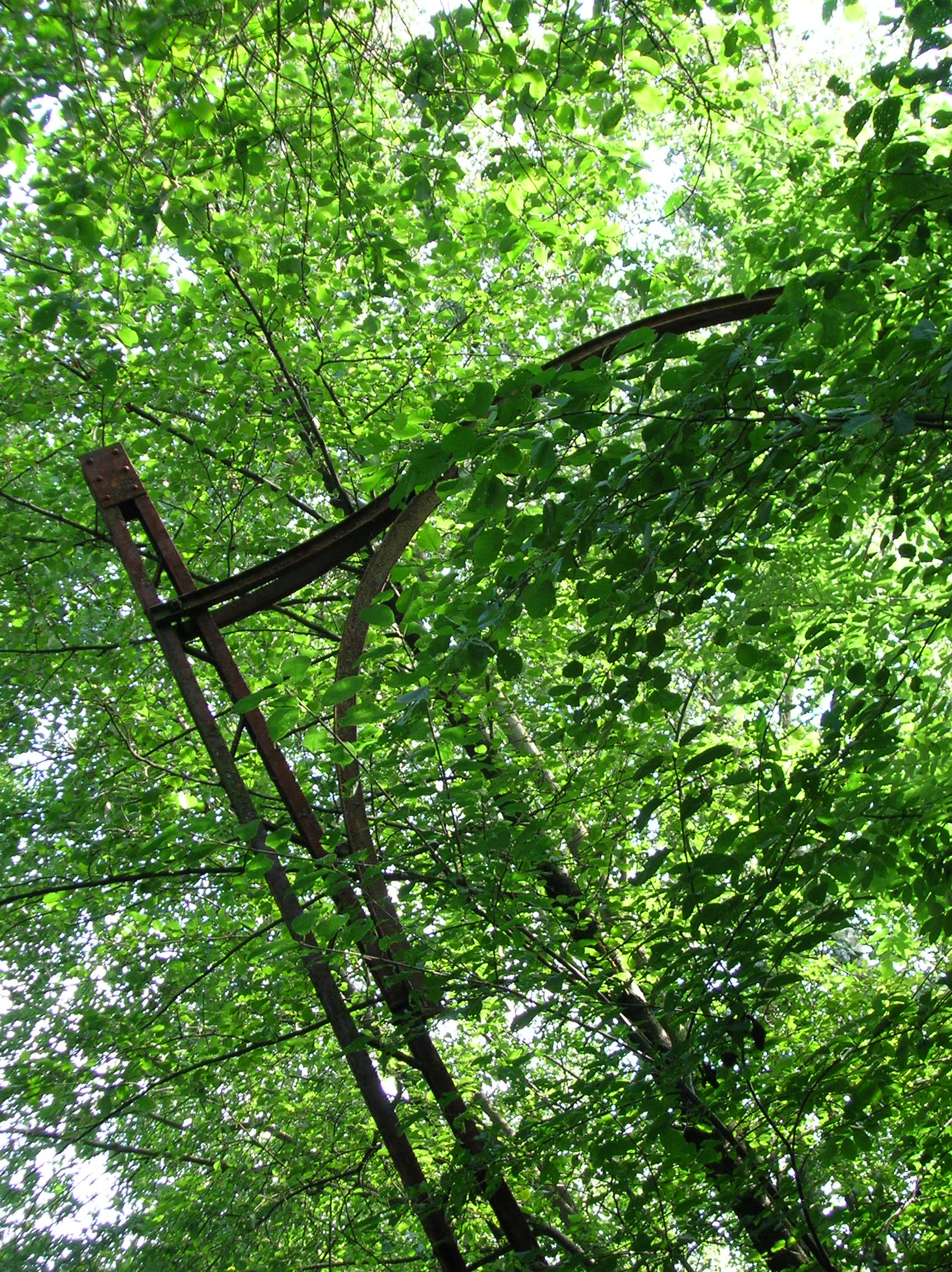
Oberleitungsmast der stillgelegten Straßenbahn

Der amerikanische Künstler Sol LeWitt errichtete 1992 zwischen den Ostfilderner Teilorten weiße Backsteinmauern: vier Gruppierungen mit einer bis vier Mauern. Sie sollen angeblich das Zusammenwachsen der (damals noch) vier Stadtteile symbolisieren. In Scharnhausen finden sich die in der Bevölkerung teilweise umstrittenen Skulpturen an den Ortsausgängen Richtung Kemnat und Ruit.

### Vulkanschlot
Der Scharnhauser Vulkanschlot, einer der ca. 350 Vulkane des sogenannten Uracher Vulkangebiets, des sogenannten Schwäbischen Vulkans, ist als nördlichster von ihnen von besonderer geologischer Bedeutung. Als Vulkanschlot erkannt wurde der Scharnhauser Schlot 1892 von Wilhelm von Branca. Zum flächenhaften Naturdenkmal wurde er 1983 erklärt.
Der Schlot ist mit vulkanischem Tuff gefüllt und erscheint an der Oberfläche als ungefähr kreisförmiges Tuffgebiet von ca. 150 bis 200 Metern Durchmesser innerhalb des umgebenden Keuper. Durch die Bodenbedeckung ist das darunterliegende Gestein allerdings nicht zu erkennen. Die genaue Bestimmung der Ausdehnung des Schlotes wurde magnetometrisch durchgeführt.
Auf einer kleinen Fläche am Körschtalhang (westlich der Straße Scharnhausen-Ruit) wurde der Boden abgetragen und so ein kleiner künstlicher Aufschluss geschaffen. In diesem Aufschluss wurden verschiedene vulkanische Tuffe sichtbar. Es wurden auch bei ursprünglicher Erkundung Gesteinsbrocken in der Schlotbrekzie für die oberste Schicht des Juraplateaus der Schwäbischen Alb charakteristische Weißjurakalke angesehen. Nach neueren Untersuchen (Dr. Günter Schweigert) handelt es sich allerdings nicht um Weißjurakalke, sondern um Gestein aus dem Schwarzjura, sodass der Albtrauf – entgegen früherer Annahmen – bereits vor 16 Mio. Jahren südlicher lag.

### Sonstiges
- Der nahe Scharnhausen gelegene historische Ort Wörnitzhausen/Wermeshausen ist im Laufe der Zeit spurlos verschwunden.
- Die Natur hat sich die Reste der Trasse der ehemaligen Straßenbahn Esslingen–Nellingen–Denkendorf zurückerobert, einer der ehemaligen Oberleitungsmasten wurde auf das Grundstück einer ortsansässigen Metzgerei versetzt und trägt dort heute das Firmenschild.

## Vereine
- Die Ortsgruppe Scharnhausen des Schwäbischen Albvereins wurde 2006 mit der Eichendorff-Plakette ausgezeichnet.[7][8]
- TSV Scharnhausen

## Persönlichkeiten
- Philipp Matthäus Hahn (1739–1790), evangelischer Pfarrer, Feinmechaniker und Ingenieur; geboren in Scharnhausen
- Georg Friedrich Heinrich Rheinwald (1802; † 1849 in der Nähe von Berlin) evangelischer Theologe und Kirchenhistoriker; geboren in Scharnhausen
- Adolf Eduard Löflund (1832–1892), württembergischer Oberamtmann; geboren in Scharnhausen
- Rolf Brack (1953–2023), Handballspieler und -trainer; lebte in Scharnhausen
- Thomas Weber (* 1954), deutscher Ingenieur, von 2004 bis 2016 Vorstandsmitglied der Daimler AG; geboren in Scharnhausen
- Abdul Ahad Momand (* 1959), ehemaliger Kampfpilot und Kosmonaut. Er war der erste Raumfahrer aus Afghanistan; 1988 verbrachte er mehrere Tage an Bord der sowjetischen Raumstation Mir; lebt seit 1993 in Scharnhausen[9]